# 15212 Yaroslavlʹ
15212 Yaroslavlʹ (tên chỉ định: 1979 WY3) là một tiểu hành tinh vành đai chính. Nó được phát hiện bởi Lyudmila Chernykh ở Đài vật lý thiên văn Crimean gần Nauchnyj, Ukraine, ngày 17 tháng 11 năm 1979. Nó được đặt theo tên the Russian city thuộc Yaroslavlʹ.